# 欧泰尔巴
欧泰尔巴（法語：Autelbas，發音：[otɛlba] ⓘ），又称欧泰尔巴-巴尔尼什（法語：Autelbas-Barnich），是比利时瓦隆大区盧森堡省阿爾隆的片区与村庄。欧泰尔巴原为一独立市镇，1977年1月1日，欧泰尔巴与阿尔隆和邻近的4个市镇外加属于市镇阿希的村庄富什和桑蓬及属于市镇沃尔克朗日的村庄塞斯利什合并，组成了今天的阿尔隆市镇，欧泰尔巴成为了阿尔隆的一个片区。